# Lactuca muralis
Lactuca muralis, la lechuga del muro, es una especie de planta perenne en la Cichorieae en la familia  Asteraceae, también denominada Mycelis muralis (L.) Dumort.
Se caracteriza por sus flores amarillas en grupos abiertos. Cada "flor" en realidad es una flor compuesta, consistente de florecitas con 4 a 5 pétalos (flores en rayo), cada una mide unos 5 a 7 mm de largo.  Lactuca muralis alcanza hasta 60 a 120 cm de altura con sus hojas inferiores pinnadas dentadas y arrepolladas.

## Descripción

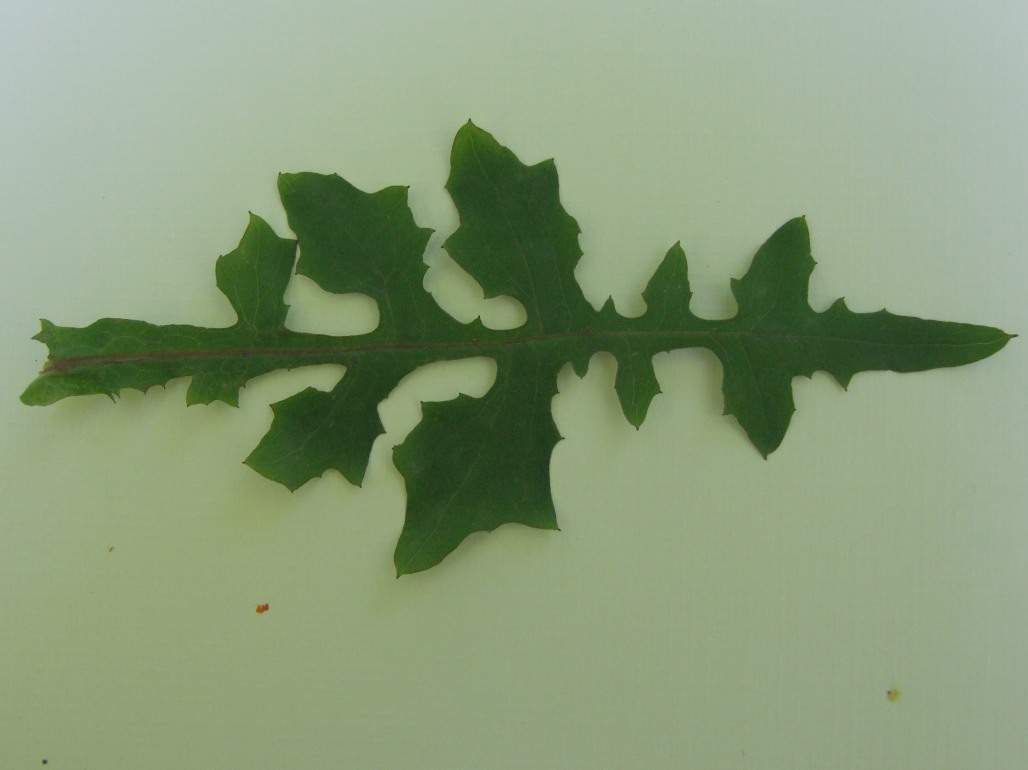

Lactuca muralis  es una hierba delgada y sin pelillos que crece de 25 a 150 cm de alto. A menudo tiene tallos violáceos y exuda un jugo lechoso.
Las hojas inferiores tienen forma de lira, pinnadas. Los lóbulos son de forma triangular, siendo el lóbulo terminal el más grande.  Las hojas superiores no tienen pedúnculo, son más pequeñas y menos lobuladas. Todas las hojas tienen un tono rojo.
Los aquenios son de pico corto, fusiforme y negros. El vilano tiene pelos blancos simples, el interior más largo que el exterior.
Las cabezas de las flores son amarillas, pequeñas con solo 4 a 5 lígulas radiales amarillas. Los mismos tienen 1 cm de ancho más o menos, en ramas a 90 grados del tallo principal, en panícula suelta. Florece de junio a septiembre.
Lactuca muralis es similar a Lactuca serriola L. y Lactuca virosa L. pero se distingue porque posee solo 5 florecillas.

## Distribución y ecología
Lactuca muralis es nativa de Europa pero ha invadido bordes sombríos de carreteras, sendas y zonas de explotación forestal en el noroeste en el Pacífico y Nueva Inglaterra.  Se ha naturalizado en zonas de Irlanda del Norte a partir de 1913. Ello quedó registrado en The Burren en 1939, donde en la actualidad es frecuente.